# Coeficient
În matematică, un coeficient este un factor multiplicativ al unui obiect matematic care poate fi o variabilă, un vector, o funcție, o matrice. De exemplu, în expresia {\displaystyle 9x^{2}}, coeficientul lui {\displaystyle x^{2}} este 9.